# Onychothemis culminicola
Onychothemis culminicola is een libellensoort uit de familie van de korenbouten (Libellulidae), onderorde echte libellen (Anisoptera).
De wetenschappelijke naam Onychothemis culminicola is voor het eerst geldig gepubliceerd in 1904 door Förster.